# حسن منتظر تربتی
حسن منتظر تربتی (زاده ۲۴ آذر ۱۳۴۳ در تربت حیدریه) مدیر اجرایی ایرانی است، که بین سالهای ۱۳۹۷ تا ۱۴۰۰ بعنوان مدیرعامل شرکت ملی گاز ایران و معاون وزیر نفت در امور گاز فعالیت می‌کرد.
وی دانش‌آموخته کارشناسی مهندسی شیمی از دانشگاه صنعت نفت و کارشناسی ارشد مهندسی صنایع از دانشگاه امیرکبیر است و فعالیت شغلی خود را از سال ۱۳۶۷ از شرکت پالایش گاز هاشمی‌نژاد آغاز کرد. وی پیشتر مدیرعاملی شرکت مهندسی و توسعه گاز ایران را برعهده داشت و تاکنون در سمت‌هایی چون مدیر دیسپچینگ و نیز مدیر برنامه‌ریزی شرکت ملی گاز ایران فعالیت نموده‌است.